# Glottolog
Glottolog – bibliograficzna baza języków świata, zwłaszcza języków mniej znanych, zapoczątkowana przez Instytut Antropologii Ewolucyjnej im. Maxa Plancka. Od 2015 r. jest utrzymywana przez Max Planck Institute for the Science of Human History. Do głównych twórców witryny należą Harald Hammarström, Martin Haspelmath i Robert Forkel.
Inicjatywa dąży do opracowania pełnego rejestru bibliograficznego języka świata i stworzenia solidnej podstawy empirycznej dla wydzielania języków i ich klasyfikacji. Witryna składa się z katalogu języków i rodzin językowych (languoid) oraz bibliografii (langdoc). Poszczególnym rodzinom językowym, mniejszym grupom, językom i dialektom przypisuje się unikatowe identyfikatory, określane ogólnie jako languoid. Byty te są uporządkowane według klasyfikacji genealogicznej, zaczerpniętej z najnowszych dostępnych badań. Projekt zawiera ponad 300 tys. (maj 2020) odwołań do różnych form dokumentacji lingwistycznej: opisów gramatycznych, słowników, wykazów słów, tekstów itp.
Serwis był notowany w rankingu Alexa na miejscu 614 341 (maj 2020).